# اتفاقية وقف إطلاق النار في الزبداني 2015
اتفاق وقف إطلاق النار عام 2015 في منطقة الزبداني هو اتفاق بين قوات المعارضة السورية والقوات المسلحة السورية في 24 سبتمبر 2015، بوساطة من الأمم المتحدة، بعد معركة الزبداني (2015). تم تنفيذ الاتفاقية في أبريل 2017.

## الاتفاقية
في 24 سبتمبر 2015، أي بعد أكثر من شهرين من بدء معركة الزبداني (2015)، أعلنت الأمم المتحدة أنه قد تم أخيرًا التوصل إلى اتفاق بين الأطراف المتحاربة بعد جهود الوساطة المتكررة. وفقًا للاتفاقية، يجب أن ينسحب المسلحون من منطقة الزبداني التي تسيطر عليها الحكومة السورية مع تسليم جميع الأسلحة، باستثناء الأسلحة الخفيفة، والانسحاب إلى محافظة إدلب. وفي المقابل، يتعين إجلاء المدنيين (حوالي 10,000 شخص) من القرى الشيعية المحاصرة من قبل المسلحين في الفوعة وكفريا. لن يتم تسليم السيطرة على القرى للمسلحين؛ ولكن سيبقى حوالي 4000 جندي موالي للحكومة في تلك القرى. كان من المتوقع أن تستغرق الخطة 6 أشهر ليتم تنفيذها بالكامل، وخلال تلك الفترة كان من المتوقع أن يتم دعم وقف إطلاق النار في كل منطقة. على أن يبدأ إخلاء الجرحى من الجانبين في 25 سبتمبر 2015. هناك نص إضافي يشير إلى إطلاق سراح 500 من المسلحين من السجون التي تسيطر عليها الحكومة السورية. وسيشرف على الاتفاقية مكتب الأمم المتحدة في دمشق.

## الجدول الزمني للتنفيذ

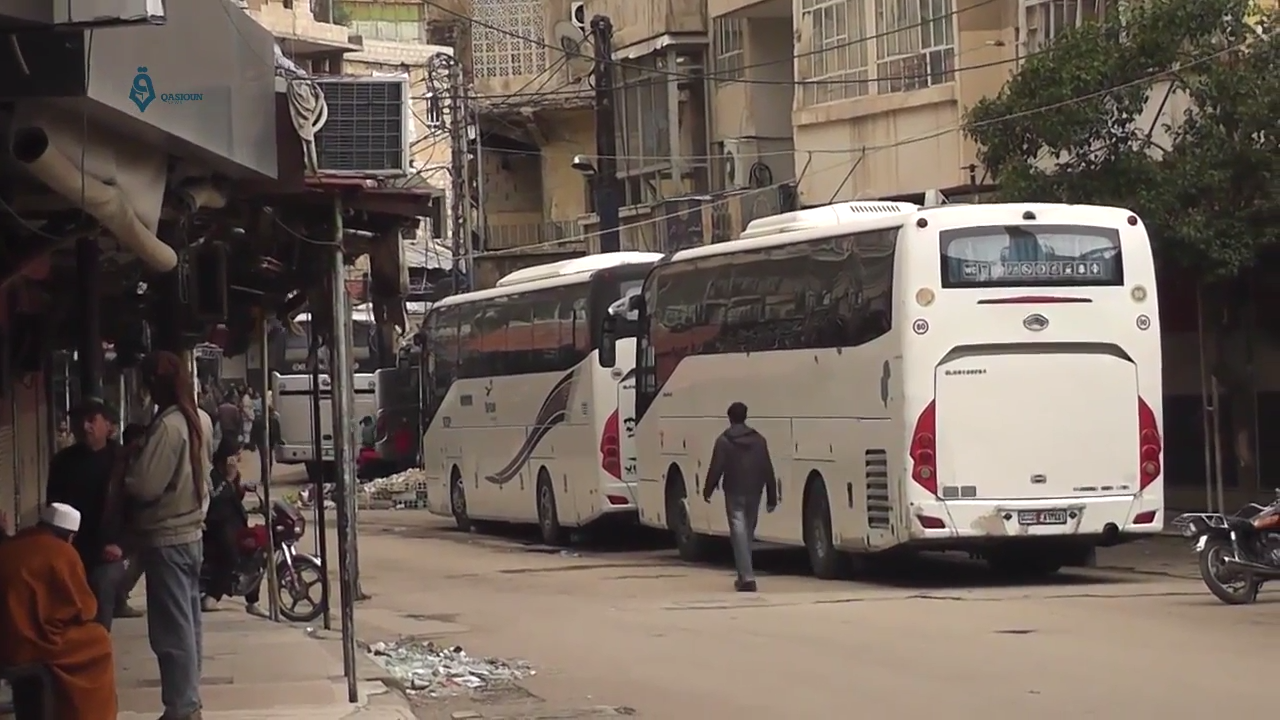
حافلات تستعد لنقل الناس من مضايا كجزء من الاتفاقية في 14 أبريل 2017

في 26 سبتمبر 2015، بدأت أول حافلة تنقل المقاتلين المسلحين إلى إدلب ومغادرة الزبداني.
بعد تنفيذ وقف إطلاق النار، أعاد حزب الله وقوات الجيش السوري توجيه انتباههم نحو الأجزاء المتبقية من جبال القلمون التي لا تزال تحت سيطرة المسلحين، وهي منطقة أصغر في جارود رنكوس، وتقع في جنوب القلمون، ومنطقة أكبر تقع في جارود قارة، في شمال القلمون. بدأ حزب الله في استعادة سيطرته على منطقة عرسال الحدودية اللبنانية، بينما تلقت جبهة النصرة وداعش الكثير من تعزيزاتها في جبال القلمون. ومع ذلك، في 10 أكتوبر، تم تهديد الهدنة من قبل الجماعات المسلحة، بدعوى أن الهدنة أصبحت «غير ذات صلة» بعد التدخل العسكري الروسي في الحرب الأهلية السورية.
في 28 ديسمبر، تم نقل 120 من المسلحين والمدنيين من الزبداني إلى لبنان مقابل إجلاء 300 من القوات الموالية للحكومة والمدنيين من فوعة وكفريا إلى تركيا. ووفقًا لاتفاقية وقف إطلاق النار، فإن أولئك القادمين من الزبداني سوف يتوجهون إلى تركيا عبر لبنان بينما سيصل الأشخاص من فوعة وكفريا إلى سوريا التي تسيطر عليها الحكومة عبر لبنان وتركيا.
بعد مرور عام في 25 سبتمبر 2016، توجهت 52 شاحنة إغاثة إلى الزبداني ومضايا ووصلت 19 شاحنة إلى فوعة وكفريا. وقبل ذلك بأسبوع في 18 سبتمبر، دمر حزب الله والجيش السوري نفقًا لتهريب المسلحين بالقرب من الزبداني يحتوي على صواريخ وقذائف هاون وأسلحة وذخيرة أخرى.
في 23 نوفمبر 2016، أطلقت القوات الحكومية قذائف الهاون ونيران القناصة على الزبداني ومضايا، مما أسفر عن مقتل اثنين من المدنيين.
في 28 مارس 2017، توسطت قطر وإيران في اتفاقية لإجلاء المقيمين في فوعة والكفرية مقابل إجلاء السكان والمسلحين في الزبداني ومضايا. دخلت الاتفاقية حيز التنفيذ اعتبارًا من 12 أبريل، ووصلت الحافلات وسيارات الإسعاف إلى البلدات الأربع بمساعدة الهلال الأحمر العربي السوري لبدء عمليات الإخلاء. في 14 أبريل، نقلت 60 حافلة 2,350 شخصًا، من بينهم 400 مسلح من مضايا وزبداني إلى إدلب. بعد تعليقها لعدة أيام بعد التفجير الانتحاري لحافلات تقل اللاجئين، تم الانتهاء من المرحلة الأولى من عمليات الإخلاء في 19 أبريل، مع خطط لمزيد من عمليات النقل في يونيو. بحيث يتم نقل ما مجموعه 30,000 شخص بنهاية العملية.